# Finlandia en los Juegos Olímpicos de Innsbruck 1976
Finlandia estuvo representada en los Juegos Olímpicos de Innsbruck 1976 por un total de 47 deportistas que compitieron en 8 deportes.  
El portador de la bandera en la ceremonia de apertura fue el esquiador de combinada nórdica Rauno Miettinen.

## Medallistas
El equipo olímpico finlandés obtuvo las siguientes medallas:
| Nombre                                                            | Deporte        | Competición  |
| ----------------------------------------------------------------- | -------------- | ------------ |
| Oro                                                               |                |              |
| Helena Takalo                                                     | Esquí de fondo | 5 km F       |
| Arto Koivisto Juha Mieto Matti Pitkänen Pertti Teurajärvi         | Esquí de fondo | 4 × 10 km M  |
| Plata                                                             |                |              |
| Heikki Ikola                                                      | Biatlón        | 20 km M      |
| Henrik Flöjt Heikki Ikola Esko Saira Juhani Suutarinen            | Biatlón        | 4 × 7,5 km M |
| Helena Takalo                                                     | Esquí de fondo | 10 km F      |
| Marjatta Kajosmaa Hilkka Riihivuori Liisa Suikhonen Helena Takalo | Esquí de fondo | 4 × 5 km F   |
| Bronce                                                            |                |              |
| Arto Koivisto                                                     | Esquí de fondo | 15 km M      |